# 1529
- Wikisource

| Calendário gregoriano                                                        | 1529 MDXXIX                                           |
| Ab urbe condita                                                              | 2282                                                  |
| Calendário arménio                                                           | 978 – 979                                             |
| Calendário bahá'í                                                            | -315 – -314                                           |
| Calendário budista                                                           | 2073                                                  |
| Calendário chinês                                                            | 4225 – 4226 Início a 9 de fevereiro (aproximadamente) |
| Calendário copta                                                             | 1245 – 1246                                           |
| Calendário etíope                                                            | 1521 – 1522                                           |
| Calendários hindus - Vikram Samvat - Calendário nacional indiano - Cáli Iuga | 1584 – 1585 1450 – 1451 4629 – 4630                   |
| Calendário Holoceno                                                          | 11529                                                 |
| Calendário islâmico                                                          | 935 – 936                                             |
| Calendário judaico                                                           | 5289 – 5290                                           |
| Calendário persa                                                             | 907 – 908                                             |
| Calendário rúnico                                                            | 1779                                                  |
| Calendário solar tailandês                                                   | 2072                                                  |

1529 (MDXXIX, na numeração romana) foi um ano comum do século XVI do Calendário Juliano, da Era de Cristo, a sua letra dominical foi C (52 semanas), teve início a uma sexta-feira e terminou também a uma sexta-feira.
| Ano completo                       |
| ---------------------------------- |
| Ano comum com início à sexta-feira |

## Eventos
- Carlos V convoca a Dieta de Spira, onde é assinado o protesto contra o Édito de Worms.
- Primeira fundação de Maracaibo
- Pedro Nunes é nomeado Cosmógrafo Real.
- Cerco de Viena
- Criação da gramática francesa.
- 19 de abril — Início da Reforma Protestante: após a Segunda Dieta de Speyer proibir o luteranismo, um grupo de governantes e cidades independentes protesta a reintegração do Édito de Worms.
- 22 de Abril - Assinatura do Tratado de Saragoça entre Portugal e Castela.
- 23 de setembro - O Cerco de Viena impede que Solimão I ataque a cidade.
- 10 de Outubro - Confirmação da concessão da Capitania da Praia, ilha Terceira, Açores a Antão Martins Homem.

## Nascimentos

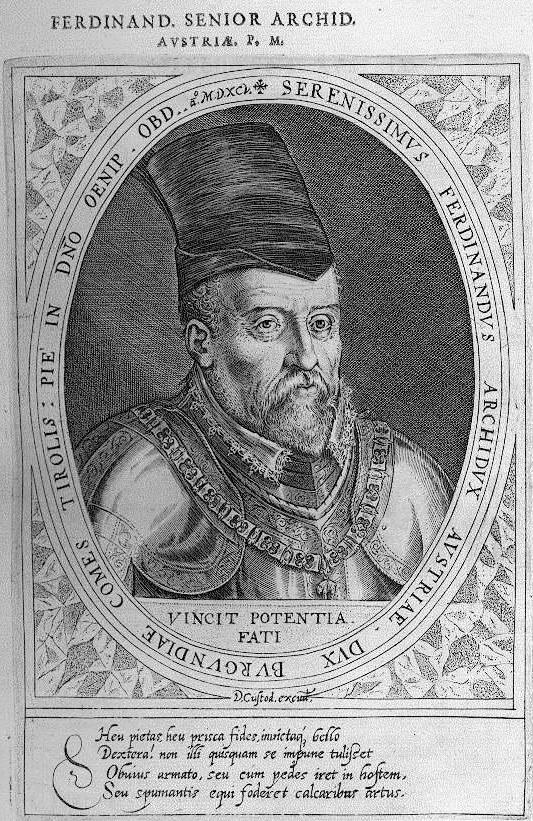
Ferdinando II da Áustria (1529-1595)

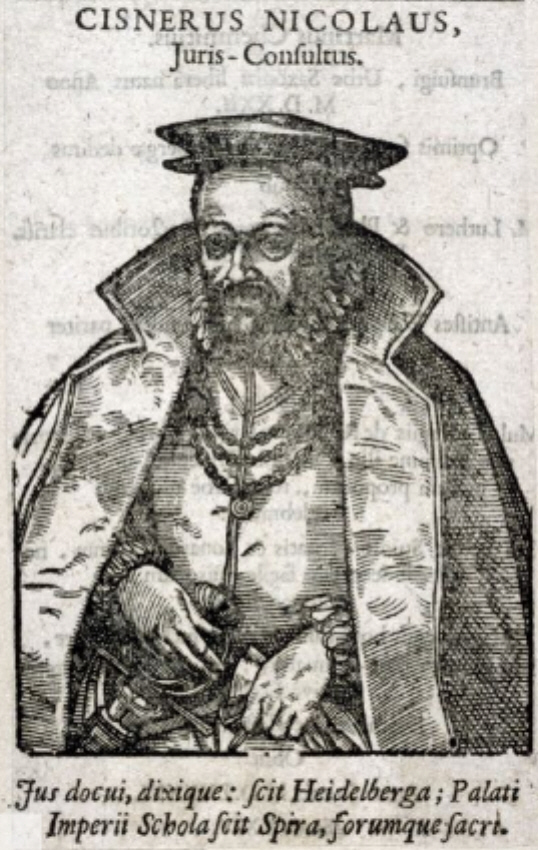
Nikolaus Cisnerus
(1529-1583)

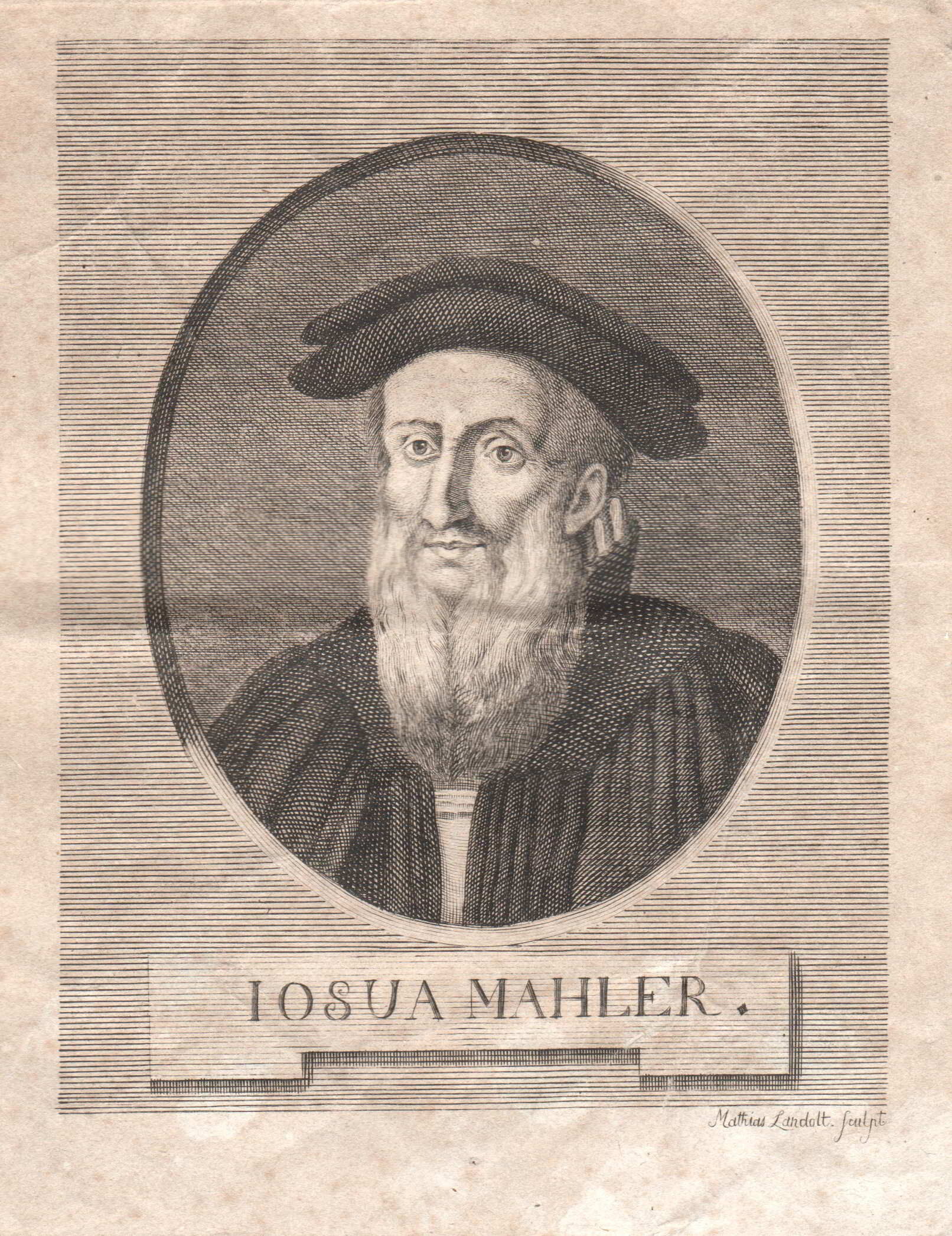
Josua Maaler
(1529-1599)

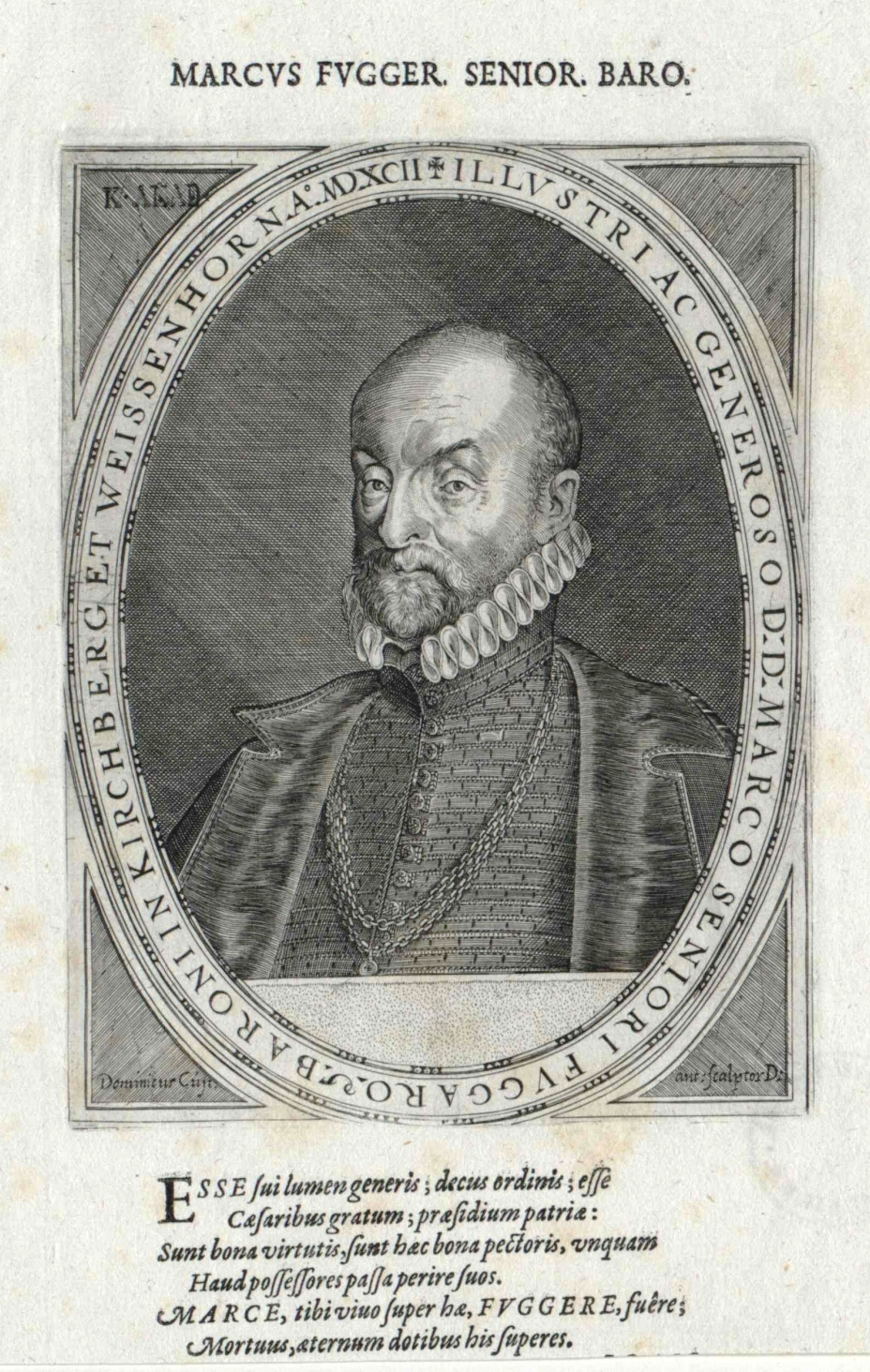
Markus Fugger
(1529-1597)

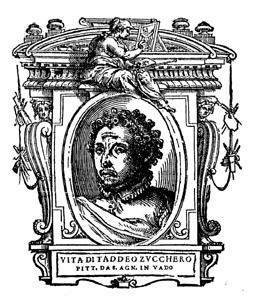
Taddeo Zuccari
(1529-1566)

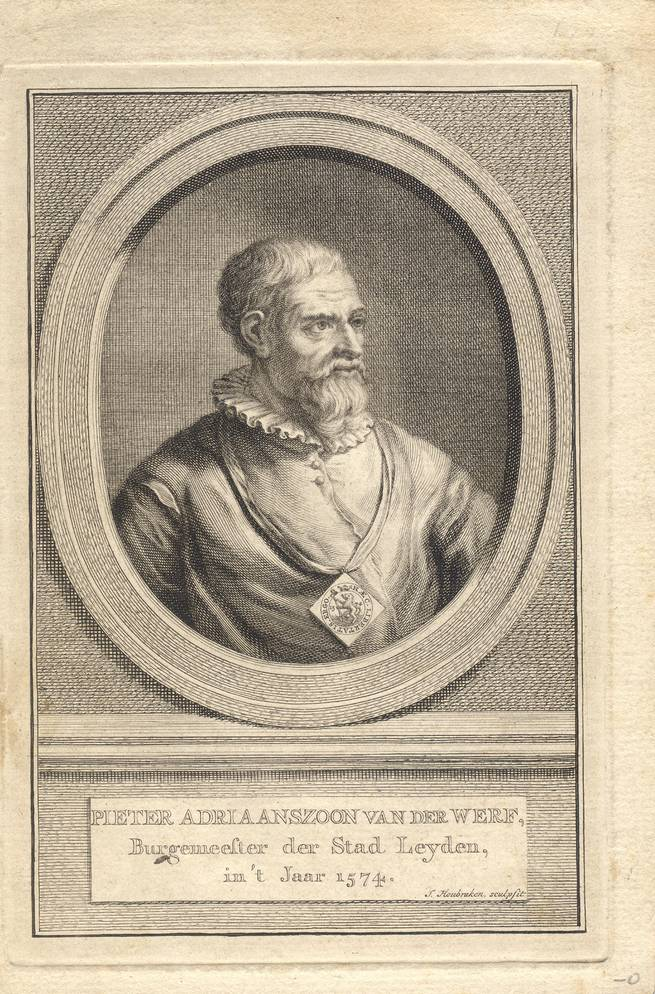
Pieter van der Werff
(1529-1604)

- - Castore Durante, médico particular do Papa Sisto V, botânico e poeta italiano (m. 1590).
- Janeiro
  - 08 de Janeiro - João Frederico II, Duque da Saxônia (m. 1595).
  - 29 de Janeiro - Andrea Matteo III Acquaviva d'Aragona, literato italiano (m. 1458).
- Fevereiro
  - 02 de Fevereiro - Reinhard Scheffer, O Velho, jurista alemão (m. 1587).
  - 14 de Fevereiro - Marcus Fugger von der Lilie, homem de negócios e chamberlain de Ernesto, Arquiduque da Áustria (1553-1595) (m. 1597).
  - 17 de Fevereiro - Guilherme, Duque da Bavaria, filho de Guilherme IV, O Constante, Duque da Baviera (1493-1550) (m. 1530).
  - 20 de Fevereiro - Andreas II. Imhof, patrício e magnata alemão (m. 1597).
  - 22 de Fevereiro - Georg, Príncipe de Mecklenburg-Schwerin, filho de Alberto VI, O Belo, Duque de Mecklenburg-Schwerin (1488-1547) (m. 1552).
  - 23 de Fevereiro - Onofrio Panvinio, Onuphrius Panvinius, religioso, arqueólogo e historiador alemão (m. 1568).
- Março
  - 03 de Março - Alexandru II Mircea, Príncipe da Valáquia (m. 1577).
  - 24 de Março - Nicolaus Cisnerus, jurista alemão e reitor da Universidade de Heidelberg (m. 1583).
  - 24 de Março - Nicolaus Vigelius, Nicolaus Weigel, Professor de Direito da Universidade de Marburgo (m. 1600).
  - 30 de Março - Juliane, Condessa de Hanau, filha de Philipp II, Conde de Hanau-Münzenberg (1501-1529) (m. 1595).
- Abril
  - 03 de Abril - Michael Neander, médico, matemático e astrônomo alemão (m. 1581).
  - 16 de Abril - Louis de Berquin, humanista, reformador, tradutor, linguista e herege francês (m. 1490).
  - 18 de Abril - Johann IV, Conde de Hoya, príncipe-bispo de Osnabrück, Münster e Paderborn (m. 1574).
  - 25 de Abril - Franciscus Patricius, Francesco Patrizi da Cherso, filósofo e erudito italiano (m. 1597).
- Maio
  - 04 de Maio - Magdalena Luther, filha de Martinho Lutero (m. 1542).
  - 06 de Maio - Christoph II Rosenhardt, fundidor de sinos alemão (m. 1594).
  - 12 de Maio - Johanne, Condessa de Fürstenberg (m. 1589).
  - 12 de Maio - Sabina de Brandenburgo, esposa de Johann Georg, Príncipe Eleitor de Brandenburgo (1525-1598) (m. 1575).
  - 30 de Maio - Giovanni Dolfin, bispo católico italiano (m. 1584).
  - 30 de Maio - Ludwig III, Conde de Isenburg (m. 1588).
- Junho
  - 07 de Junho - Étienne Pasquier, historiador, literato, humanista e jurista francês (m. 1615).
  - 08 de Junho - João Frederico II, Duque da Saxónia, governante do ducado da Saxónia (m. 1595)
  - 14 de Junho - Ferdinando II, Arquiduque da Áustria, filho de Ferdinando I de Habsburgo (m. 1595).
  - 14 de Junho - Pieter Adriaansz. van der Werff, Burgomestre de Leyden (m. 1604).
  - 15 de Junho - Josua Maaler, lexicógrafo e linguista sueco (m. 1599).
  - 28 de Junho - Bartolomeo Passarotti, pintor e gravador italiano (m. 1592).
- Julho
  - 16 de Julho - Petrus Peckius, O Velho, Pieter Peck, jurista holandês (m. 1589).
  - 20 de Julho - Henry Sidney, lorde deputado da Irlanda (m. 1584).
  - 24 de Julho - Carlos II de Baden-Durlach (m. 1577).
- Agosto
  - 10 de Agosto - Ernst Vögelin, impressor e livreiro alemão (m. 1589).
  - 10 de Agosto - Heinrich Renz, filho mais velho do capitão do exército Ulrich Renz Jr (1506-1585) (m. 1601).
  - 29 de Agosto - Marquard von Hattstein, Bispo de Speyer, Bispo de Speyer (m. 1581).
  - 31 de Agosto - Bernardo Davanzati, economista, erudito e historiador italiano (m. 1606).
- Setembro
  - 01 de Setembro - Taddeo Zuccari, pintor italiano, irmão de Federico Zuccaro (c1541-1609) (m. 1566).
  - 25 de Setembro - Günther XLI, Conde de Schwarzburg-Blankenburg, chamado de O Belicoso (m. 1583).
- Outubro
  - 07 de Outubro - Abraham Buchholzer, pedagogo, teólogo luterano e historiógrafo alemão (m. 1584).
  - 11 de Outubro - Christian Calenus, médico e matemático alemão (m. 1617).
  - 15 de Outubro - Joan Naylor, mãe de Richard Boyle, 1º Conde de Cork (1566-1643) (m. 1586).
  - 26 de Outubro - Anna, Landgravina de Hesse, filha de Felipe, O Magnânimo (1504-1567) (m. 1591).
- Novembro
  - 08 de Novembro - Samuel Selfisch, editor, publicista, impressor e livreiro (m. 1615).
  - 20 de Novembro - Karl von Miltitz, núncio papal e canonista alemão (m. 1490).
  - 25 de Novembro - Catarina de Savóia, filha de Carlos III de Savóia (m. 1536).
- Dezembro
  - 11 de Dezembro - Fulvius Orsinus, Fulvio Ursino, humanista, historiador e arqueólogo italiano (m. 1600).
  - 11 de Dezembro - Matthäus Alber, O Jovem, advogado alemão, filho do reformador Matthäus Alber (1495-1570) (m. 1604).
  - 16 de Dezembro - Laurent Joubert, médico e cirurgião francês, professor de medicina da Universidade de Montpellier (m. 1583).

## Mortes
- Abedalá Algazuani - santo muçulmano sufista de Marrocos, um dos "Sete santos de Marraquexe".

- Janeiro
  - 02 de Janeiro - Radu V de la Afumați, Príncipe da Valáquia (n. ?).
  - 07 de Janeiro - Peter Vischer, o Velho, escultor e fundidor alemão (n. 1455).
  - 20 de Janeiro - Gregorius Breitkopf, Gregorius Laticephalus, teólogo, humanista, filólogo, e Reitor da Universidade de Leipzig. (n. 1472).
  - 21 de Janeiro - Anna, Condessa de Fürstenberg, casou-se pela primeira vez com Eberhard II von Waldburg (1433-1483) (n. 1467).
  - 22 de Janeiro - Pirro Gonzaga, fidalgo e condottiero italiano (n. 1490).
  - 23 de Janeiro - Theodul Schlegel, abade e político religioso alemão (n. 1485).
  - 28 de Janeiro - Pirro Gonzaga, Bispo de Módena e cardeal italiano (n. 1505).
  - 29 de Janeiro - Francisco de Cabreza, bispo católico espanhol (n. ?).
- Fevereiro
  - 02 de Fevereiro - Baldassare Castiglione, diplomata e literato italiano (n. 1478).
  - 03 de Fevereiro - Johannes Wanner, Johannes Vannius, pregador e reformador alemão (n. 1490).
  - 04 de Fevereiro - Ludwig Hätzer, publicista, espiritualista, antitrinitário, reformador protestante e tradutor da Bíblia (n. 1500).
  - 10 de Fevereiro - Nonnosus Stettfelder, monge beneditino alemão (n. 1470).
  - 18 de Fevereiro - Richard Pynson, livreiro e impressor inglês (n. 1448).
- Março
  - 01 de Março - Giovanni Boccardi, pintor, miniaturista e iluminador italiano (n. 1460).
  - 05 de Março - Eberhard Ferber, Burgomestre de Danzig (n. 1463).
  - 07 de Março - Melchior Macrinus, reformador e humanista suíço (n. ?).
  - 07 de Março - Walburga van Egmond, primeira esposa de Guilherme, O Rico (1487-1559) (n. 1490).
  - 09 de Março - Ludwig Furster, chanceler alemão (n. 1487).
  - 15 de Março - Bartolommeo Buon, O Jovem, arquiteto e escultor italiano (n. 1450).
  - 24 de Março - Jacobus Godefridus, Jacotin Godebrye, compositor flamengo e mestre de cappella (n. 1445).
  - 28 de Março - Philipp II, Conde de Hanau-Muenzenberg, filho de Reinhard IV, Conde de Hanau-Münzenberg (1473-1512) (n. 1501).
  - 29 de Março - Henning Brandis, cronista e burgomestre de Hildesheim (n. 1454).
  - 31 de Março - Gabriel von Taxis, comandante militar alemão a serviço de Maximiliano I (n. 1480).
- Abril
  - 16 de Abril - Louis de Berquin, linguista, mártir protestante e reformador francês (n. 1490).
  - 19 de Abril - Johann Cuspinianus, Johann Spieshammer, humanista, bibliotecário, historiador e diplomata alemão (n. 1473).
  - 20 de Abril - Silvio Passerini, bispo de Cortona, Firenze e Arezzo e cardeal italiano (n. 1469).
- Maio
  - 05 de Maio - Paulus Aemilius Veronensis, Paolo Emilio da Verona historiador italiano (n. 1455).
  - 08 de Maio - Andrea Navagero, Andreas Naugerius, humanista, poeta, bibliotecário, orador e botânico italiano (n. 1483).
  - 09 de Maio - Hieronymus Holzschuher, burgomestre de Nuremberg em 1509 (n. 1469).
  - 10 de Maio - Luigi da Porto, historiador italiano e precursor da história sobre Romeo e Julita (n. 1485).
  - 12 de Maio - Cecily Bonville, 7º Baronesa Harington, 2ª Baronesa Bonville  (n. 1460).
  - 16 de Maio - Francesco Morone, pintor italiano, filho de Domenico Moroni (1442-1518) (n. 1471).
  - 19 de Maio - Jodokus Bruder, abade alemão, Prior do Mosteiro de Ochsenhausen (n. 1442).
- Junho
  - 05 de Junho - Federico Borromeo VI, 6º Conde de Arona (n. 1492).
  - 23 de Junho - Regine von Stetten, casada com Johann II von Stetten (1450-1527) (n. 1475).
- Julho
  - 10 de Julho - Ottilia Schenk von Siemau, Abadessa do Convento de Himmelkron de 1522 a 1529 (n. ?).
  - 19 de Julho - Veit Bild, Vitus Acropolitanus, beneditino e humanista alemão (n. 1481).
  - 21 de Julho - James Hamilton, 1º Conde de Arran (n. 1475).
  - 23 de Julho - Giacomo Perollo, Senhor de Pandolfina, morreu atado ao rabo de um cavalo e arrastado pela cidade. (n. ?).
  - 30 de Julho - Guilherme de Marcillat, pintor francês (n. 1467).
- Agosto
  - 01 de Agosto - Barbara, Condessa de Eberstein, esposa de Michael II von Wertheim (1450-1531) (n. 1457).
  - 16 de Agosto - Vittore Belliniano, pintor italiano (n. 1485).
  - 20 de Agosto - Isabel de Brandemburgo, filha de Joaquim II Heitor de Brandemburgo (1505-1571) (n. 1528).
  - 30 de Agosto - Juan del Encina, poeta, dramaturgo e musicista espanhol (n. 1468).
- Setembro
  - 06 de Setembro - Jörg Blaurock, um dos fundadores da Igreja Anabatista (n. 1491).
  - 07 de Setembro - Caterina Aliprandi, religiosa e clarissa italiana (n. 1466).
  - 10 de Setembro - Erhard von Queis, bispo de Pomesânia e um dos primeiros reformadores da Prússia (n. 1488).
  - 10 de Setembro - Ulricus Malchow, jurista e reitor da Universidade de Greifswald (n. ?).
  - 13 de Setembro - Friedrich Fischer, humanista e jurista alemão (n. 1464).
  - 27 de Setembro - Jorge do Palatino, Bispo de Speyer (n. 1486).
  - 28 de Setembro - Adolf Clarenbach, mártir protestante alemão (n. 1497).
  - 28 de Setembro - Peter Fliesteden, mártir protestante alemão (n. 1500).
- Outubro
  - 09 de Outubro - Colin Campbell, 3º Conde de Argyll, cortesão e militar escocês (n. 1486).
  - 28 de Outubro - Rodrigo de Portuondo, explorador e comandante militar espanhol, durante a Batalha de Formentera, vitimado pela esquadra otomana. (n. ?).
  - 31 de Outubro - Martin Berger, médico alemão (n. 1483).
- Novembro
  - 05 de Novembro - Christoph Herwart, empresário alemão na área de mineração e fundição (n. 1464).
  - 20 de Novembro - Karl von  Miltitz, diplomata alemão e núncio papal (n. 1490).
  - 25 de Novembro - Franz, Príncipe de Braunschweig-Wolfenbüttel, Bispo de Minden (n. 1492).
- Dezembro
  - 07 de Dezembro - Martin Zehentmayer, líder batista e mártir alemão (n. ?).
  - 15 de Dezembro - Girolamo Morone, político italiano (n. 1470).
  - 16 de Dezembro - Marzio Orsini, Senhor de Monterotondo, morto em combate pelos franceses durante o assédio de Florença (n. ?).

## Por tema
- 1529 no Brasil